# Camino Natural de la Ribeira Sacra
El Camino Natural de la Ribeira Sacra es un itinerario perteneciente a la Red de Caminos Naturales de España, un proyecto desarrollado por el Ministerio de Agricultura, Pesca y Alimentación (MAPA), que se encarga de la recuperación de antiguas infraestructuras relacionadas con el transporte y la comunicación, que actualmente se encuentran en desuso o en estado de abandono, para su uso senderista y ciclista.
Es posible que el nombre por el que se conoce esta zona se deba a la gran cantidad de edificios religiosos que alberga. De todos los que se conservan, es posible realizar la visita a 18 de ellos, siendo los principales elementos turísticos el de Monforte de Lemos y el de San Estevo de Ribas de Sil, hoy en día reconvertido a Parador de Turismo.

## Localización
Enclavada entre los ríos Sil y Miño, que sirven de frontera entre las provincias de Ourense y Lugo, esta comarca tiene por convenio su capital en Monforte de Lemos. Conocida por la Denominación de Origen de sus vinos, cuenta con una gran cantidad de tesoros culturales y una enorme biodiversidad, contando entre sus paisajes y ecosistemas con lugares como el Cañón del Sil, catalogados como LIC.

## Descripción por tramos

### Tramos habilitados
El Camino Natural de la Ribeira Sacra consta de varias rutas:

#### Ruta de Parada de Sil al Monasterio de Santa Cristina
Con 8 kilómetros de largo, este trayecto, que une la Parada del Sil con el Monasterio de Santa Cristina, comienza junto a monumento homenaje al "O Barquilleiro". Desde aquí va bajando entre viviendas, señalizado por unas marcas blancas y amarillas, hasta cruzar la carretera OU-605 y coger un desvío a la izquierda a unos 200 metros que lleva al viajero hasta Fondo de Vila. Una vez en la población, el Camino pasa por una fuente y, tras girar a la izquierda, toma un tramo de tierra que va entre muros de piedra y castaños, terminando en la carretera de Os Torgas y los Balcones de Madrid.
Continuando por el trayecto, se llega a un aparcamiento, al lado de un campo de fútbol y un área recreativa. En este punto, el Camino continúa por la izquierda, a la derecha sale un camino que lleva a los Balcones de Madrid, un mirador sobre los Cañones del Sil.
De nuevo en el Camino Natural, la senda continúa entre pinos y robles por una pista de grava. A través de una bajada con fuerte pendiente, se cruzan varios caminos y la PRG-98, tras cruzar un puente de madera comienza una subida hasta llegar a la carretera por un camino empedrado. Se debe seguir, esta vez bajando, hasta un puente de piedra que finalmente llega a Portela.
Atravesando Portela el itinerario asciende hasta la ermita de San Antonio, donde se une a la carretera que lleva hasta Castro. DE nuevo se vuelve a atravesar el núcleo urbano de la localidad, y tras ello una fuerte pendiente de bajada que lleva al monasterio de Santa Cristina. Mientras se baja hasta llegar al Monasterio, se puede disfrutar de las vistas que ofrece el trayecto de todo el cañón. Al llegar al final de la ruta, se puede acceder al monasterio bajando por unos escalones escoltados por castaños.

#### Ruta principal: Del Monasterio deSanto Estevoy ErmitaVirxen do Monte
La ruta principal recorre 24 kilómetros, y va, en primer lugar, por el municipio de Esgos, y, en su segunda parte, por el de Nogueira de Ramuín. Su punto de partida es una carretera que va desde el Alto de Couso, hacia Meiroás acompañada de una gran diversidad de fauna arbórea. Llegando a un cruce se debe girar a la izquierda hasta llegar a la segunda intersección en la que el Camino continúa por la derecha hasta un cruce, donde se ha de seguir de frente. Aquí empieza un ramal del propio Camino, la Ruta Meiroás - Melón Baixo. Tras pasar por un cruce, se debe continuar por la derecha unos 300 metros, tomando un camino de gravilla que cruza Melón Baixo, y descender por unas escaleras que van desde su plaza a un nuevo camino.
A continuación, un cruce en el que se debe ir hacia la derecha, dirección Melón de Arriba. Nada más entrar en la localidad, hay que girar a la derecha para subir por el camino hasta llegar a una fuente, donde se tendrá que tomar una pista de grava. Tras unos metros, se desvía a la izquierda por una pista de hormigón que lleva a un robledal y a una pista ancha de grava. Aquí empieza, a la izquierda, el ramal Ruta de los Arcos.
Al llegar a la carretera asfaltada, el camino continúa por una pista de grava que sube una pendiente elevada hasta un prado, donde está situada la ermita de la Virxen do Monte, y en la que hay una zona de descanso con fuente. Tras bordear la ermita, gira hacia la izquierda a un camino de grava y continúa bajando hasta la carretera, en paralelo hasta un cruce. El trayecto pasa ahora junto a un parque eólico y va pasando cruces hasta llegar a Cortacadela.
Se debe cruzar el pueblo y continuar por la carretera hasta el primer desvió que sale a la derecha, que tiene como dirección Pombar. El Camino va hacia la OU- 508 y continúa a la izquierda hasta llegar a un cruce en el que se debe ir a la derecha. En este punto, si se va a la ziquierda se llega a la antigua fortaleza de Penedos do Castro, donde hay vistas del valle y del monasterio de Santo Estevo. Retomando la ruta, se baja por una pista de grava hasta llegar a Santo Estevo de Ribas de Sil, donde está el monasterio, reconvertido en Parador Nacional. Sigue hasta la estación y continúa atravesando el pueblo, para dejar el casco urbano por un camino empedrado. El camino finaliza un poco más adelante tras pasar por un bosque y llegar a la carrera, donde se sigue en paralelo al río hasta llegar al puente de la estación.

#### Ruta de Meiroás - Melón Baixo (4,8 km)
Este trazado empieza cerca del kilómetro 3 de la ruta de Santo Estevo - Ermita Virxen do Monte, tras girar a la derecha por la carretera, dirección Meiroás, hasta llegar a la plaza del pueblo. En este punto se divisan varios cabazos, hórreos típicos gallegos, para luego girar a la izquierda y seguir atravesando el pueblo. Un camino de tierra aparfece y hay que seguirlo hasta llegar a la carretera que lleva a Fondodevila. A escasos metros, un desvío a la derecha vuelve al camino de tierra. Se llega a un cruce y se debe ir hacia la derecha entre prados y bosquetes de roble y abedul, hasta llegar a la carretera, donde tuerce a la derecha para tomar un tramo entre muros de piedra a la izquierda. Llega entonces a una nueva carretera asfaltada, donde tuerce y atraviesa un robledal. El Camino comienza un ascenso entre tojos y retamas hasta llegar a los prados de Casanova, donde, después de cruzar el pueblo, deberá cogerse un camino a la izquierda.
Tras atravesar un bosque de robles se llega a una pista por la que hay que circular hasta que se toma un desvío que baja la ladera. Se debe cruzar un pequeño puente y llegar a un cruce para luego girar a la izquierda por un camino que va entre muros de piedra y un robledal, hasta llegar a la carretera de Melón Baixo. Desde aquí, un giro a la derecha y se llega a la plaza del pueblo, el final de la ruta.

#### Ruta de Arcos
Se trata de una ruta pequeña, de 1,3 kilómetros, que empieza en un cruce del Camino Real de la Ribeira Sacra, la ruta principal. Va por un camino empedrado con marcar de paso de carros y se adentra en un robledal hasta llegar a la carretera de Arcos. Tras cruzar el pueblo el Camino prosigue entre prados y robles hasta que llega a una carretera donde finaliza.

#### Ruta de San Xoán de Cachón
Éste último ramal, de 2,5 kilómetros, empieza al oeste de Santo Estevo de Ribas de Sil, con un firme de granito. Se sale del pueblo y se debe girar a la izquierda en el cruce bajando ahora por una ligera pendiente entre castaños y bajo el monasterio. La ruta atraviesa bosques de robles, madroños, alcornoques y castaños, y dos puentes de madera hasta llegar a una plantación de eucaliptos. Aquí empieza un descenso por unas escaleras que acaba en la carretera, punto y final del tramo.

## Puntos de interés

### Monasterio de Santa Cristina de Ribas de Sil
En el municipio de Parada de Sil se encuentra este monasterio del siglo IX, aunque no se sabe su fecha exacta. La iglesia es de finales del XII y cuenta con una planta de cruz latina con tres ábsides en su cabecera. Destaca por su torre y una portada anexa a la fachada que sirve de entrada al claustro. En su interior, se conservan originales las dos galerías del norte de la construcción, del siglo XVI y estilo renacentista.

### Monasterio de Santo Estevo
Este monasterio románico conserva de los pocos claustros bien conservados de la época, conocido como el “claustro de los Obispos”. En 2004 fue reconvertido en Parador de Turismo. La iglesia es de estilo románico, casi gótico. Cuenta con tres naves de grandes dimensiones con arcos apuntados y una cabecera con tres ábsides. Además, en su interior aloja un retablo románico original, tallado en piedra, con la representación de Cristo y los Apóstoles. En la parte baja, se instalaron contrafuertes con remates de estilo gótico, para contrarrestar el peso del piso superior. Además, las columnas están decoradas con motivos vegetales y ven en parejas para sujetar los arcos de medio punto que distribuyen el peso de la construcción.